# آشاغی داغ‌لی‌جا (گرگر)
آشاغی داغ‌لی‌جا {{ترکی|Aşağıdağlıca) (به کردی: Erbauno Corêne) یک منطقهٔ مسکونی کردنشین در ترکیه است که در گرگر، آدیامان واقع شده‌است.